# Kukiz'15
Kukiz'15 è un movimento politico polacco populista di destra fondato nel 2015 dal musicista punk Paweł Kukiz.
Non è formalmente registrato come partito politico e uno dei suoi principali obiettivi è quello di distruggere la partitocrazia.

## Ideologia
Kukiz'15 nacque come movimento nazional-conservatore, liberal-conservatore e anti-establishment. Era inizialmente vicino al Movimento Nazionale polacco, di estrema destra. Dal 2016 Kukiz'15 interruppe tutti i legami con gli esponenti della destra radicale.
Kukiz'15 è stato definito un partito "pigliatutto" e trasformista, ma anche populista di destra e conservatore qualificabile come di centro-destra e di destra.
Il partito esprime il sostegno alla democrazia diretta. Il leader Kukiz ha espresso posizioni euroscettiche.

## Storia
Il partito è stato fondato dopo la partecipazione di Paweł Kukiz alle elezioni presidenziali del 2015, in cui ricevette il 21% dei voti, risultando il terzo candidato più votato nel primo turno. Il principale tema programmatico elettorale di Kukiz fu la sostituzione del sistema elettorale proporzionale con l'istituzione di collegi uninominali, cosa che tra l'altro fu oggetto del referendum di settembre 2015.
Il movimento ha riscosso molto successo tra i giovani, avendo ottenuto, nelle elezioni presidenziali del 2015, il 42% dei voti nella fascia di popolazione compresa tra 18 e 29 anni.
In occasione delle elezioni parlamentari del 2015, nelle liste del partito sono stati candidati esponenti del Movimento Nazionale e dell'Unione per la Politica Reale, ottenendo complessivamente l'8,8% dei voti.
Alle elezioni europee del 2019 ha ottenuto il 3,69% dei voti senza conseguire alcun seggio, mentre alle parlamentari del 2019 ha presentato propri candidati nelle liste del Partito Popolare Polacco ottenendo 6 seggi

## Parlamentari

### Deputati della IX legislatura (2019-2023)
- Paweł Kukiz
- Jarosław Sachajko
- Paweł Szramka
- Agnieszka Ścigaj
- Stanisław Tyszka
- Stanisław Żuk

## Risultati elettorali
| Elezione          | Elezione     | Voti      | %       | Seggi    |
| ----------------- | ------------ | --------- | ------- | -------- |
| Parlamentari 2015 | Sejm         | 1.339.094 | 8,81    | 42 / 460 |
| Europee 2019      | Europee 2019 | 503.564   | 3,69    | 0 / 51   |
| Parlamentari 2019 | Sejm         | Nel PSL   | Nel PSL | 6 / 460  |